# Den mystiske Selskabsdame
Den mystiske Selskabsdame er en dansk stumfilm fra 1917, der er instrueret af August Blom efter manuskript af Carl Th. Dreyer og Sven Elvestad. Filmen er baseret på den norske kriminovelle Den tabte Søn fra 1909, der er en af en række noveller og romaner om detektiven Asbjørn Krag, som Sven Elvestad skrev under pseudonymet Stein Riverton.

## Handling
Den berygtede forbryder Barra modtager en dag i sin hule, hvorfra han fører sin krig mod samfundet, besøg af en mand, der kalder sig agent Vilh. Frank - en mand, som påtager sig lyssky kommisioner af enhver art, men som undertiden, når det gælder et dristigt kup, må søge assistance hos Barra. Denne gang drejer det sig om følgende: et med verdensfirmaet "Osman" konkurrerende firma har opsporet, at en betroet mand, ingeniør v. Rosen, er undervejs til den by, hvor Frank har sit virkefelt. Den betroede udsendings mission er at overbringe direktøren for "Osman"-filialen tegningerne til en ny eksplosionsmotor, og Franks opgave er det at søge at tilvende sig disse tegninger, for hvilke hans klient har sat en pris på 40.000 francs. Barra går ind på at hjælpe, mod at Frank afstår det halve af honoraret til ham, og dette indvilliger Frank i.
Barra går straks i gang: han har hørt, at direktøren for "Osman"-filialen søger en selskabsdame, og Fru Barra, der ofte er sin mand en nyttig hjælper, udstyres med et par strålende anbefalinger og får pladsen. Nu kan fru Barra nemt meddele sin mand, at de værdifulde tegninger er ankommet, men da Barra samme dag forsøger at stjæle tegningerne, bliver han overrasket og når kun lige nøjagtigt at undslippe. Direktøren er nu så bange for endnu et attentat, at det besluttes at sende bud efter den berømte detektiv, Asbjørn Krag. Dette meddeler fru Barra sin mand, og Barra kan nemt smugle en revolver ind til sin hustru. Han instruerer hende i brugen af den, og da herrerne sidder i stuen med tegningerne fremme, affyrer hun skud i hallen, og herrerne glemmer i forvirringen tegningerne, og det er nemt for fru Barra at stjæle dem og kaste dem ud i haven til sin mand.
Nu er detektiv Krags mistanke til selskabsdamen vakt, og hun beordres til strengt bevogtet husarrest, men fru Barra frygter ikke: hun ved, at hendes mand ikke vil svigte hende. Ganske rigtigt har Barra udtænkt en snedig plan. Forklædt som montør stjæler han et sovende barn og firer det ned til en hjælper. Ved vuggen lægger han et brev, hvor han opfordrer direktøren til, at han uden problemer kan hente sin hustru. Herefter vil barnet blive bragt tilbage. Dette gennemføres, men detektiv Krag har arrangeret en lille list. Han anbringer en petroleumsdunk under Barras parkerede vogn, og da Barra og hans hustru kører bort, viser petroleumsstriben tydeligt vejen. Så snart direktør v. Spangens barn atter er sikkert i hus, følger Asbjørn Krag ved hjælp af en dygtig sporhund petroleumsstriben, der fører lige til forbryderens hemmelige hule, hvor Krag netop kommer tidsnok til at forhindre, at Barra giver Frank de vigtige tegninger.

## Medvirkende
- Alf Blütecher - Barra
- Vibeke Krøyer - Barras hustru
- Thorleif Lund - Direktør von Spangen
- Magda Vang-Funder - Fru von Spangen
- Erik Holberg - Ingeniør von Rosen
- Anker Kreutz - Agent Frank
- Peter Nielsen - Asbjørn Krag, detektiv